# Prins Abdullah bin Jalawistadion
Het Prins Abdullah bin Jalawistadion is een multifunctioneel stadion in Hofuf, een stad in Saoedi-Arabië. In het stadion is plaats voor 19.096 toeschouwers. Het stadion werd geopend in 1983. Het stadion wordt in ieder geval gebruikt voor voetbalwedstrijden.